# Aéroport international de Briansk
L'aéroport international de Briansk (russe : Международный аэропорт "Брянск") (code IATA : BZK • code OACI : UUBP • Code aéronautique de l'espace russophone : russe : БРЯ) est un aéroport situé dans l'Oblast de Briansk dans l'ouest de la Russie. Il se trouve à 14 kilomètres de la ville de Briansk, le long de l'autoroute R-22 reliant Moscou à Kiev. Une base aérienne militaire y fut construite en 1927, et devient aéroport civil en 1934, d'abord à but d'escale, puis véritablement aéroport en 1961. En septembre 1995 il devient aéroport international.

## Installations
L'aéroport se situe à 202 mètres d'altitude. Il dispose d'une seule piste d'atterrissage orientée 17/35 en béton de 2 400 mètres de long sur 42

## Compagnies aériennes et destinations
| Compagnies  | Destinations                                  |
| ----------- | --------------------------------------------- |
| S7 Airlines | Moscou-Domodédovo, Saint-Pétersbourg-Poulkovo |

Édité le 08/03/2018